# Manoel Ferreira dos Santos Júnior
Manoel Ferreira dos Santos Júnior MSC (* 21. März 1967 in Itapetininga, Bundesstaat São Paulo, Brasilien) ist ein brasilianischer Ordensgeistlicher und römisch-katholischer Bischof von Registro.

Wappen von Manoel Ferreira dos Santos Júnior.

## Leben
Manoel Ferreira dos Santos Júnior trat der Ordensgemeinschaft der Herz-Jesu-Missionare bei und legte am 2. Februar 1991 die erste Profess ab. Am 23. Januar 1994 legte er die ewige Profess ab und der Bischof von Oeiras-Floriano, Fernando Panico MSC, spendete ihm am 15. Mai desselben Jahres die Diakonatsweihe. Der Erzbischof von Sorocaba, José Lambert Filho CSS, spendete ihm am 7. Januar 1995 das Sakrament der Priesterweihe.
Am 16. Mai 2018 ernannte ihn Papst Franziskus zum Bischof von Registro. Der Bischof von Itapetininga, Gorgônio Alves da Encarnação Neto OTheat, spendete ihm am 21. Juli desselben Jahres in Itapetininga die Bischofsweihe. Mitkonsekratoren waren der emeritierte Bischof von Pinheiro, Ricardo Pedro Paglia MSC, und sein Amtsvorgänger José Luíz Bertanha SVD. Die Amtseinführung im Bistum Registro fand am 19. August 2018 statt.